# Indorouchera griffithiana
Indorouchera griffithiana är en linväxtart som först beskrevs av Jules Émile Planchon, och fick sitt nu gällande namn av Hall. f.. Indorouchera griffithiana ingår i släktet Indorouchera och familjen linväxter. Inga underarter finns listade i Catalogue of Life.